# Olexandr Akimov
Olexandr Fedorovîci Akimov (ucraineană Олександр Федорович Акімов; 6 mai 1953 – 11 mai 1986) a fost unul dintre cei trei supraveghetori ai dezastrului de la Cernobîl. El a lucrat până dimineață împreună cu echipajul său ca să pompeze apă în reactorul 4 de la centrala nucleară de la Cernobîl, care a explodat din cauza unui experiment eșuat. Nici unul dintre ei nu aveau costum de protecție. Olexandr Akimov a murit după trei săptămâni, din cauza radiațiilor (A.R.S).
Tura de noapte era condusă de Alexander Akimov, inginer de control al reactorului, în vârstă de 32 de ani și experimentat. El ar fi trebuit să fie operatorul cu cea mai mare autoritate din încăpere – Diatlov reprezenta administrativul, nu operaționalul. Deși competent, Akimov era descris de colegii săi drept un șef „moale”, care ceda presiunilor – în acest caz, ale lui Diatlov.